# Zichow
Zichow är en kommun och ort i Landkreis Uckermark i förbundslandet Brandenburg i Tyskland. 
Kommunen bildades den 31 december 2001 genom en sammanslagning av de tidigare kommunerna Fredersdorf, Golm, och Zichow.
Kommunen ingår i kommunalförbundet Amt Gramzow tillsammans med kommunerna Gramzow, Grünow, Oberuckersee, Randowtal och Uckerfelde.